# Wax Trax! Records
Wax Trax! Records to wytwórnia płytowa działająca w Stanach Zjednoczonych. Wax Trax! rozpoczął działalność jako sklep muzyczny w Denver, właścicielami byli Jim Nash i Dannie Flesher. W 1978 Nash i Flesher sprzedali sklep i w listopadzie następnego roku otworzyli nowy o tej samej nazwie przy 2449 North Lincoln Avenue w Chicago. Stał się ośrodkiem sceny New Wave, punk rockowej i industrialnej w USA.
Sklep powoli zaczął działalność wydawniczą, jednym z pierwszych albumów sygnowanych przez Wax Trax! był siedmiocalowy singiel Briana Eno "Wimoweh/Deadly Seven Finns". Pierwszym oficjalnym albumem Wax Trax! był dwudziestocalowy singiel Strike Under Immediate Action z 1980 roku, kolejnym był Divine Born To Be Cheap. Jednak dopiero Cold Life Ministry oraz Endless Riddance EP Front 242 pozwoliły Wax Trax! osiągnąć status czołowego labelu muzyki dance i industrialnej w latach 80. i 90.
Nash i Flesher wydali na licencji szereg płyt belgijskiej wytwórni Play It Again Sam Records, by w końcu otworzyć północnoamerykańską filię wytwórni (Play It Again Sam Records USA) podlegającą Wax Trax!. PIAS z kolei nadzorował utworzenie Wax Trax! Europe, jednak w latach 90. współpraca obu firm gwałtownie się zakończyła. Play It Again Sam USA zostało wchłonięte przez Caroline Records.
Po ogłoszeniu upadłości w 1992 Wax Trax! zostało wykupione przez nowojorską wytwórnię TVT Records, a Nash i Flesher zachowali kontrolę artystyczną. TVT korzystała z marki Wax Trax! przez lata, także po śmierci Nasha spowodowanej AIDS 10 października 1995.
Bart Pfanenstiel, były pracownik Wax Trax!, w 2000 roku założył WTII Records, z zamiarem odtworzenia klimatu pierwszych nagrań Wax Trax!.
Wax Trax! wydawało między innymi Front 242, KMFDM, PIG, Underworld, Meat Beat Manifesto, Front Line Assembly, Young Gods, Sister Machine Gun, My Life With the Thrill Kill Kult, Cubanate, Coil, Controlled Bleeding, The KLF, Psykosonik i Laibach. Label wydał też szereg pobocznych projektów Ala Jourgensena i Paula Barkera z Ministry, w tym Revolting Cocks, Acid Horse (efekt współpracy Ministry i Cabaret Voltaire), Pailhead (wspólny projekt z Ianem Mackayem z Fugazi), PTP (skrót od "Programming The Psychodrill"), Lead Into Gold (solowy projekt Barkera), 1000 Homo DJs i Lard (z Jello Biafra).